# Bộ trưởng, Chủ nhiệm Văn phòng Chính phủ (Việt Nam)
Chủ nhiệm Văn phòng Chính phủ hay còn được gọi Bộ trưởng, Chủ nhiệm Văn phòng Chính phủ là người đứng đầu Văn phòng Chính phủ. Đồng thời là thành viên của Chính phủ Việt Nam chịu trách nhiệm quản lý bộ máy giúp việc cho Thủ tướng và Chính phủ Việt Nam.

## Lịch sử
Văn phòng Chính phủ tiền thân là Văn phòng Chủ tịch Chính phủ được thành lập ngày 28/08/1945, trụ sở ban đầu được đặt ở 12 Ngô Quyền (Bắc Bộ Phủ trước đây). Văn phòng Chủ tịch Chính phủ có nhiệm vụ là cơ quan tham mưu cho Chính phủ với nhiệm vụ soạn thảo trình Chủ tịch Chính phủ bàn hành các văn bản. Đứng đầu Văn phòng Chủ tịch Chính phủ là hàm Thứ trưởng, Phạm Ngọc Thạch giữ chức vụ đầu tiên.
Cuộc kháng chiến chống thực dân Pháp nổ ra, Chính phủ rời văn phòng về Việt Bắc, trong giai đoạn này Văn phòng Chủ tịch Chính phủ mang nhiều mật danh khác nhau Trung đội 555, Ban Thông tin tháng Tám, Ban Kiểm lâm 13, Ban Kiểm tra 12,... Đứng đầu Văn phòng trong giai đoạn này là Chánh Văn phòng, hoặc Tổng thư ký.
Từ 1954-1980, Văn phòng Chủ tịch Chính phủ được đổi tên thành Văn phòng Phủ Thủ tướng, đứng đầu là Bộ trưởng Phủ Thủ tướng, sau này là Bộ trưởng Chủ nhiệm Văn phòng Phủ Thủ tướng.
Từ 1981-1987, có 2 chức vụ gần giống nhau là Bộ trưởng, Tổng Thư ký Hội đồng Bộ trưởng (tương đương với Bộ trưởng Phủ Thủ tướng cũ) và Chủ nhiệm Văn phòng Hội đồng Bộ trưởng. Trong hầu hết thời gian, 2 chức vụ này do 1 người kiêm nhiệm. Đến năm 1987 thì sáp nhập 2 chức vụ này làm một là Chủ nhiệm Văn phòng Phủ Thủ tướng.
Từ 1980-1992, Văn phòng Phủ Thủ tướng được đổi tên Văn phòng Hội đồng Bộ trưởng, đứng đầu là Chủ nhiệm Văn phòng Hội đồng Bộ trưởng và Tổng Thư ký Văn phòng Hội đồng Bộ trưởng.
Từ 1992-nay, Văn phòng Hội đồng Bộ trưởng được đổi tên thành Văn phòng Chính phủ, đứng đầu là Bộ trưởng, Chủ nhiệm Văn phòng Chính phủ.

## Quyền hạn và nhiệm vụ
Bộ trưởng, Chủ nhiệm Văn phòng Chính phủ có quyền hạn và nhiệm vụ sau:
- Là người đứng đầu Văn phòng Chính phủ, chịu trách nhiệm trước Chính phủ, Thủ tướng Chính phủ về mọi mặt hoạt động của Văn phòng Chính phủ theo chức năng, nhiệm vụ và quyền hạn được quy định.
- Trực tiếp quản lý, lãnh đạo, điều hành hoạt động của toàn bộ cơ quan Văn phòng Chính phủ.
- Phân công công việc cho các Phó Chủ nhiệm Văn phòng Chính phủ; Phân cấp, ủy quyền cho thủ trưởng các đơn vị thuộc Văn phòng Chính phủ thực hiện một số công việc cụ thể theo quy định của pháp luật.
- Phối hợp với Bộ, cơ quan ngang Bộ, cơ quan thuộc Chính phủ, Ủy ban nhân dân tỉnh, thành phố trực thuộc Trung ương, cơ quan, tổ chức để xử lý các vấn đề liên quan đến chức năng, nhiệm vụ, quyền hạn của Văn phòng Chính phủ.
- Ký các văn bản thuộc thẩm quyền của Bộ trưởng, Chủ nhiệm.
- Thực hiện những công việc được Chính phủ, Thủ tướng Chính phủ giao hoặc ủy quyền.
- Trực tiếp xử lý hoặc phân công Phó Chủ nhiệm khác xử lý công việc đã phân công cho Phó Chủ nhiệm khi vắng mặt.

## Điều kiện trở thành Bộ trưởng
Một công dân của Việt Nam từ 35 tuổi hoặc cao hơn có thể trở thành một ứng viên Bộ trưởng. Ứng viên Bộ trưởng phải đủ những điều kiện sau đây:
- Là Đại biểu Quốc hội;
- Là Đảng viên Đảng Cộng sản Việt Nam;
- Có quốc tịch Việt Nam;
- Đã phục vụ trong ngành từ 5 năm trở lên;
- Có thể bắt buộc từng nắm giữ chức vụ Thứ trưởng Bộ hoặc phải là Ủy viên Trung ương Đảng.

## Danh sách Bộ trưởng
| STT                 | Tên               | Từ                 | Đến                | Chức vụ                                                                               | Ghi chú                                                      |
| ------------------- | ----------------- | ------------------ | ------------------ | ------------------------------------------------------------------------------------- | ------------------------------------------------------------ |
| Giai đoạn 1945-1954 |                   |                    |                    |                                                                                       |                                                              |
| 1                   | Phạm Ngọc Thạch   | 1946               | 1950               | Thứ trưởng Chủ tịch phủ phụ trách chung công việc Văn phòng Chủ tịch phủ              |                                                              |
| 2                   | Cù Huy Cận        | 1949               | 1956               | Thứ trưởng, Tổng thư ký Hội đồng Chính phủ                                            |                                                              |
| 3                   | Nguyễn Văn Lưu    | 3/1946             | 7/1947             | Chánh Văn phòng Chủ tịch Chính phủ                                                    |                                                              |
| 4                   | Phan Mỹ           | 1947               | 1957               | Chánh Văn phòng Chủ tịch Chính phủ Thủ tướng phủ                                      |                                                              |
| Giai đoạn 1954-1981 |                   |                    |                    |                                                                                       |                                                              |
| 1                   | Phạm Hùng         | tháng 9 năm 1955   | tháng 5 năm 1958   | Bộ trưởng Phủ Thủ tướng đầu tiên                                                      |                                                              |
| 1                   | Nguyễn Duy Trinh  | tháng 5 năm 1958   | tháng 12 năm 1958  | Bộ trưởng Phủ Thủ tướng                                                               |                                                              |
| 1                   | Nguyễn Khang      | tháng 5 năm 1959   | tháng 7 năm 1960   | Bộ trưởng Phủ Thủ tướng                                                               |                                                              |
| 2                   | Nguyễn Khang      | tháng 5 năm 1959   | tháng 7 năm 1960   | Bộ trưởng Phủ Thủ tướng chính thức đầu tiên                                           |                                                              |
| 3                   | Nguyễn Khang      | tháng 7 năm 1960   | tháng 4 năm 1965   | Bộ trưởng Phủ Thủ tướng                                                               |                                                              |
| 3                   | Trần Hữu Dực      | tháng 4 năm 1965   | tháng 7 năm 1971   | Bộ trưởng Phủ Thủ tướng                                                               |                                                              |
| 4                   | Trần Hữu Dực      | tháng 7 năm 1971   | tháng 6 năm 1975   | Bộ trưởng Phủ Thủ tướng (từ tháng 3 năm 1974 kiêm Phó thủ tướng)                      |                                                              |
| 4                   | Đặng Thí          | tháng 6 năm 1971   | tháng 4 năm 1973   | Bộ trưởng, Chủ nhiệm Văn phòng Phủ Thủ tướng                                          |                                                              |
| 4                   | Phan Mỹ           | tháng 4 năm 1973   | tháng 7 năm 1976   | Bộ trưởng, Chủ nhiệm Văn phòng Phủ Thủ tướng                                          |                                                              |
| 5                   | Trần Hữu Dực      | tháng 6 năm 1975   | tháng 7 năm 1976   | Phó thủ tướng Hội đồng Chính phủ kiêm Bộ trưởng Phủ Thủ tướng                         |                                                              |
| 5                   | Phan Mỹ           | tháng 6 năm 1975   | tháng 7 năm 1976   | Bộ trưởng, Chủ nhiệm Văn phòng Phủ Thủ tướng                                          |                                                              |
| 6                   | Đặng Thí          | tháng 7 năm 1976   | tháng 2 năm 1977   | Bộ trưởng Phủ Thủ tướng                                                               |                                                              |
| 6                   | Vũ Tuân           | tháng 2 năm 1977   | tháng 1 năm 1981   | Bộ trưởng Phủ Thủ tướng                                                               |                                                              |
| 6                   | Đặng Việt Châu    | tháng 1 năm 1981   | tháng 7 năm 1981   | Bộ trưởng Phủ Thủ tướng                                                               |                                                              |
| 6                   | Phan Mỹ           | tháng 7 năm 1976   | tháng 7 năm 1981   | Bộ trưởng, Chủ nhiệm Văn phòng Phủ Thủ tướng                                          |                                                              |
| Giai đoạn 1981-1992 |                   |                    |                    |                                                                                       |                                                              |
| 7                   | Đặng Thí          | tháng 7 năm 1981   | tháng 4 năm 1982   | Bộ trưởng, Tổng Thư ký Hội đồng Bộ trưởng kiêm Chủ nhiệm Văn phòng Hội đồng Bộ trưởng |                                                              |
| 7                   | Nguyễn Hữu Thụ    | tháng 4 năm 1982   | tháng 5 năm 1984   | Bộ trưởng, Tổng Thư ký Hội đồng Bộ trưởng kiêm Chủ nhiệm Văn phòng Hội đồng Bộ trưởng |                                                              |
| 7                   | Đoàn Trọng Truyến | tháng 5 năm 1984   | tháng 2 năm 1987   | Bộ trưởng, Tổng Thư ký Hội đồng Bộ trưởng kiêm Chủ nhiệm Văn phòng Hội đồng Bộ trưởng |                                                              |
| 7                   | Nguyễn Khánh      | tháng 2 năm 1987   | tháng 6 năm 1987   | Phó chủ tịch Hội đồng Bộ trưởng kiêm Bộ trưởng, Tổng Thư ký Hội đồng Bộ trưởng        |                                                              |
| 7                   | Hồ Ngọc Nhường    | tháng 4 năm 1987   | tháng 6 năm 1987   | Chủ nhiệm Văn phòng Hội đồng Bộ trưởng                                                |                                                              |
| 8                   | Nguyễn Khánh      | tháng 6 năm 1987   | tháng 10 năm 1992  | Phó chủ tịch Hội đồng Bộ trưởng kiêm Tổng Thư ký Hội đồng Bộ trưởng                   |                                                              |
| Giai đoạn 1992-nay  |                   |                    |                    |                                                                                       |                                                              |
| 9                   | Lê Xuân Trinh     | tháng 10 năm 1992  | tháng 11 năm 1996  | Bộ trưởng, Chủ nhiệm Văn phòng Chính phủ                                              |                                                              |
| 9                   | Lại Văn Cử        | tháng 11 năm 1996  | tháng 9 năm 1997   | Bộ trưởng, Chủ nhiệm Văn phòng Chính phủ                                              |                                                              |
| 10                  | Lại Văn Cử        | tháng 9 năm 1997   | tháng 3 năm 1999   | Bộ trưởng, Chủ nhiệm Văn phòng Chính phủ                                              |                                                              |
| 10                  | Đoàn Mạnh Giao    | tháng 3 năm 1999   | tháng 8 năm 2002   | Bộ trưởng, Chủ nhiệm Văn phòng Chính phủ                                              |                                                              |
| 11                  | Đoàn Mạnh Giao    | tháng 8 năm 2002   | tháng 8 năm 2007   | Bộ trưởng, Chủ nhiệm Văn phòng Chính phủ                                              |                                                              |
| 12                  | Nguyễn Xuân Phúc  | tháng 8 năm 2007   | tháng 8 năm 2011   | Bộ trưởng, Chủ nhiệm Văn phòng Chính phủ                                              | Chủ tịch nước Cộng hòa Xã hội chủ nghĩa Việt Nam (2021-2023) |
| 13                  | Vũ Đức Đam        | tháng 08 năm 2011  | tháng 11 năm 2013  | Bộ trưởng, Chủ nhiệm Văn phòng Chính phủ                                              | Phó Thủ tướng Chính phủ (2013-2023)                          |
| 14                  | Nguyễn Văn Nên    | tháng 11 năm 2013  | tháng 4 năm 2016   | Bộ trưởng, Chủ nhiệm Văn phòng Chính phủ                                              | Bí thư Thành ủy Thành phố Hồ Chí Minh (2020-nay)             |
| 15                  | Mai Tiến Dũng     | tháng 4 năm 2016   | 7 tháng 4 năm 2021 | Bộ trưởng, Chủ nhiệm Văn phòng Chính phủ                                              |                                                              |
| 16                  | Trần Văn Sơn      | 8 tháng 4 năm 2021 | nay                | Bộ trưởng, Chủ nhiệm Văn phòng Chính phủ đương nhiệm                                  |                                                              |